# Fleuranne Brockway
Pour les articles homonymes, voir Brockway.
Fleuranne Brockway, née en 1994, est une mezzo-soprano australienne.

## Biographie
Fleuranne Brockway est diplômée en opéra au Royal College of Music de Londres en 2018-2019. Elle étudie le chant lyrique chez la soprano Janis Kelly (2018-2019) et chez Sherman Lowe (2021).

## Récompenses et distinctions
En 2022, Fleuranne Brockway gagne le Concorso Lirico di Portofino (it) (CLIP) et le Joan Sutherland and Richard Bonynge Bel Canto, puis est finaliste et lauréate l'année suivante du Concours musical international Reine Élisabeth de Belgique de Bruxelles.